# A Luz do Mundo (pintura)

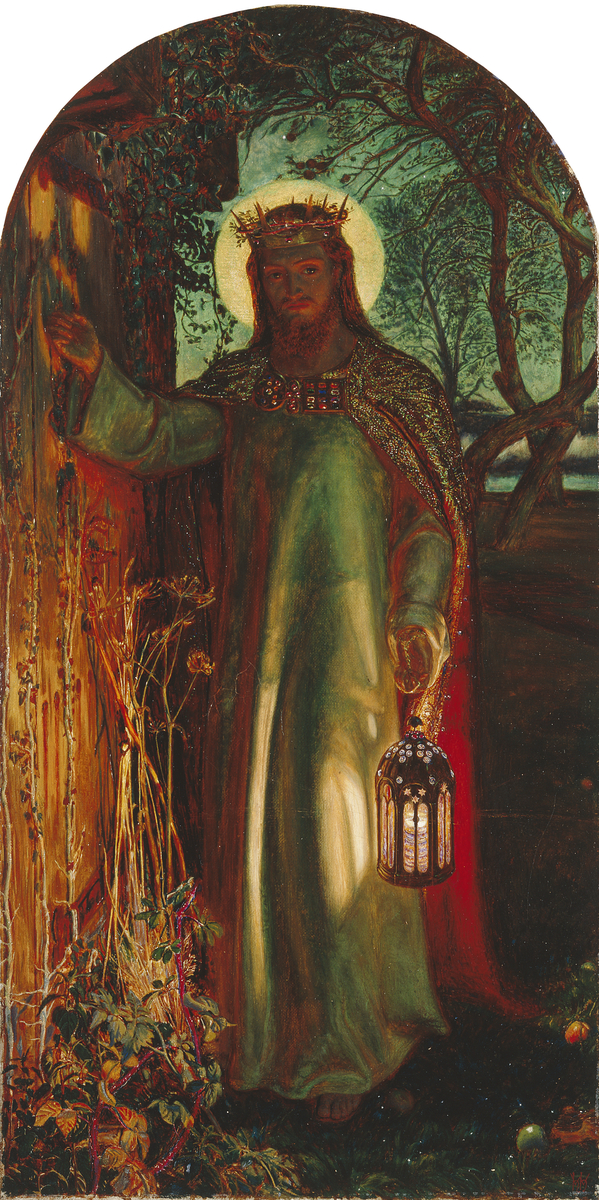
A Luz do Mundo (versão de Manchester)

The Light of the World (1851-1853) (em português, A Luz do Mundo) é uma pintura alegórica do artista pré-rafaelita inglês William Holman Hunt (1827-1910) representando a figura de Jesus se preparando para bater em uma porta coberta de vegetação e por muito tempo fechada, ilustrando Apocalipse 3:20: "Eis que estou à porta e bato; se alguém ouvir a minha voz, e abrir a porta, entrarei em sua casa e cearei com ele, e ele comigo". Segundo Hunt: "Eu pintei o quadro com o que eu pensava ser, indigno que eu era, pelo comando divino, e não simplesmente como um bom tema". A porta da pintura não tem maçaneta e, portanto, pode ser aberta apenas por dentro, representando "a mente obstinadamente fechada". Hunt, 50 anos depois de pintá-lo, sentiu que tinha que explicar o simbolismo.

## Versões
Dizem que o original foi pintado à noite em uma cabana improvisada na Fazenda Worcester Park, em Surrey e no jardim da Oxford University Press, enquanto sugere-se que Hunt tenha encontrado a luz do amanhecer que precisava fora de Belém em uma das suas visitas à Terra Santa. Em óleo sobre tela, foi iniciado por volta de 1849/50, concluído em 1853, exibido na Royal Academy em 1854 e agora está na capela lateral do Keble College, Oxford. A pintura foi doada à faculdade por Martha Combe, a viúva de Thomas Combe, impressora da Universidade de Oxford, tratadista e padroeira dos pré-rafaelitas, no ano seguinte à sua morte em 1872 no entendimento de que seria pendurado na capela (construída entre 1873– 876), mas o arquiteto do edifício William Butterfield se opôs a isso e não fez nenhuma provisão em seu projeto. Quando a biblioteca da faculdade foi aberta em 1878, ela foi colocada lá e foi transferida para sua posição atual somente após a construção em 1892–1895 por outro arquiteto, J. T. Micklethwaite, da capela lateral para acomodá-la.
Uma segunda versão menor da pintura, pintada por Hunt entre 1851 e 1856, está em exibição na Galeria de Arte de Manchester, Inglaterra, que a comprou em 1912. Existem pequenas diferenças entre essa e a primeira versão, como o ângulo do olhar e o rastro do canto da capa vermelha. 
O fato de o Keble College naquela época cobrar uma taxa para vê-lo convenceu Hunt, no final de sua vida, a pintar uma versão maior em tamanho real, iniciada por volta de 1900 e concluída em 1904, que foi comprada pelo armador e reformador social Charles Booth e pendurado na Catedral de São Paulo, Londres, onde foi dedicada em 1908 depois de um turnê mundial de 1905–1907 em que a imagem atraiu grandes multidões. Foi alegado que quatro quintos da população da Austrália o viram. Devido à crescente enfermidade e glaucoma de Hunt, ele foi auxiliado na conclusão desta versão pelo pintor inglês Edward Robert Hughes (que também ajudou na versão de Hunt de The Lady of Shalott). Hunt foi enterrado na Catedral de St. Paul. Esta versão diverge mais do original que a segunda. 

## Recepção
A pintura deu origem a muita devoção popular no final do período vitoriano e inspirou várias obras musicais, incluindo o oratório de Arthur Sullivan em 1873, The Light of the World. Reproduções em gravura eram amplamente penduradas em creches, escolas e igrejas.